# Robert Wise
Robert Earl Wise (Winchester, 1914. szeptember 10. – Los Angeles, 2005. szeptember 14.) négyszeres Oscar-díjas amerikai filmrendező, producer és vágó.
Az Oscar-díjakat West Side Story (1961) és A muzsika hangja (1965) című zenés filmjeivel vehette át. Vágóként az Aranypolgárért (1942) is kapott jelölést, továbbá Homokkavicsok (1966) című rendezése is indult a díjért legjobb film kategóriában. 1966-ban Irving G. Thalberg-emlékdíjat vehetett át munkássága elismeréseként.
Egyéb rendezései közt több horror, illetve tudományos-fantasztikus film található: A hullarabló (1945), A nap, mikor megállt a Föld (1951), A ház hideg szíve (1963), Az Androméda törzs (1971), Star Trek: Csillagösvény (1979).
1971 és 1975 között a Directors Guild of America elnöke volt. 1985-től 1988-ig a Filmművészeti és Filmtudományi Akadémia hasonló pozícióját töltötte be.

## Filmográfia

### Rendező és producer
| Év   | Magyar cím                  | Eredeti cím                   | Feladatkör | Feladatkör                 | Feladatkör |
| Év   | Magyar cím                  | Eredeti cím                   | Rendező    | Producer                   |            |
| ---- | --------------------------- | ----------------------------- | ---------- | -------------------------- | ---------- |
| 1944 |                             | The Curse of the Cat People   | Igen       | Nem                        |            |
| 1944 |                             | Mademoiselle Fifi             | Igen       | Nem                        |            |
| 1945 | A hullarabló                | The Body Snatcher             | Igen       | Nem                        |            |
| 1945 |                             | A Game of Death               | Igen       | Nem                        |            |
| 1946 |                             | Criminal Court                | Igen       | Nem                        |            |
| 1947 | Gyilkolásra született       | Born to Kill                  | Igen       | Nem                        |            |
| 1948 | Véres Hold                  | Blood on the Moon             | Igen       | Nem                        |            |
| 1948 |                             | Mystery in Mexico             | Igen       | Nem                        |            |
| 1949 | Az eladott mérkőzés         | The Set-Up                    | Igen       | Nem                        |            |
| 1950 |                             | Three Secrets                 | Igen       | Nem                        |            |
| 1950 |                             | Two Flags West                | Igen       | Nem                        |            |
| 1951 | A nap, mikor megállt a Föld | The Day the Earth Stood Still | Igen       | Nem                        |            |
| 1951 |                             | The House on Telegraph Hill   | Igen       | Nem                        |            |
| 1952 |                             | Something for the Birds       | Igen       | Nem                        |            |
| 1952 |                             | The Captive City              | Igen       | Nem                        |            |
| 1953 | Visszatérés a Paradicsomba  | Return to Paradise            | Nem        | Igen                       |            |
| 1953 |                             | So Big                        | Igen       | Nem                        |            |
| 1953 |                             | Destination Gobi              | Igen       | Nem                        |            |
| 1953 | Sivatagi patkányok          | The Desert Rats               | Igen       | Nem                        |            |
| 1954 | Vezetői lakosztály          | Executive Suite               | Igen       | Nem                        |            |
| 1956 | Valaki odafönt              | Somebody Up There Likes Me    | Igen       | Nem                        |            |
| 1956 | Váltságdíj                  | Tribute to a Bad Man          | Igen       | Nem                        |            |
| 1956 | Szép Heléna                 | Helen of Troy                 | Igen       | Nem                        |            |
| 1957 | Sziget a napon              | Until They Sail               | Igen       | Nem                        |            |
| 1957 | Ez lehet az este            | This Could Be the Night       | Igen       | Nem                        |            |
| 1958 | Csendben fut, mélyen fut    | Run Silent, Run Deep          | Igen       | Nem                        |            |
| 1958 | Élni akarok!                | I Want to Live!               | Igen       | Nem                        |            |
| 1959 |                             | Odds Against Tomorrow         | Igen       | Igen                       |            |
| 1961 | West Side Story             | West Side Story               | Igen       | Nincs feltüntetve          |            |
| 1962 | Ketten a hintán             | Two for the Seesaw            | Igen       | Nincs feltüntetve          |            |
| 1963 | A ház hideg szíve           | The Haunting                  | Igen       | Nincs feltüntetve          |            |
| 1965 | A muzsika hangja            | The Sound of Music            | Igen       | Igen                       |            |
| 1966 | Homokkavicsok               | The Sand Pebbles              | Igen       | Igen                       |            |
| 1968 | Sztár                       | Star!                         | Igen       | Vezető (Nincs feltüntetve) |            |
| 1970 | A gyerekgyáros              | The Baby Maker                | Nem        | Vezető                     |            |
| 1971 | Az Androméda törzs          | The Andromeda Strain          | Igen       | Igen                       |            |
| 1971 |                             | Happy Birthday, Wanda June    | Nem        | Nincs feltüntetve          |            |
| 1973 | Két amerikai                | Two People                    | Igen       | Igen                       |            |
| 1975 | Hindenburg                  | The Hindenburg                | Igen       | Nincs feltüntetve          |            |
| 1977 |                             | Audrey Rose                   | Igen       | Nem                        |            |
| 1979 | Star Trek: Csillagösvény    | Star Trek: The Motion Picture | Igen       | Nem                        |            |
| 1986 | Bölcsesség                  | Wisdom                        | Nem        | Vezető                     |            |
| 1989 | Gyilkos tánc                | Rooftops                      | Igen       | Nem                        |            |
| 2000 | Viharos vakáció (tévéfilm)  | A Storm in Summer             | Igen       | Nem                        |            |

### Vágó
| Év   | Magyar cím                 | Eredeti cím                 |
| ---- | -------------------------- | --------------------------- |
| 1939 | Kismama                    | Bachelor Mother             |
| 1939 | Fifth Avenue Girl          |                             |
| 1939 | A Notre Dame-i toronyőr    | The Hunchback of Notre Dame |
| 1940 | Kedvenc feleségem          | My Favorite Wife            |
| 1940 | Dance, Girl, Dance         |                             |
| 1941 | Aranypolgár                | Citizen Kane                |
| 1941 | Az ördög és Daniel Webster | All That Money Can Buy      |
| 1942 | Az Ambersonok tündöklése   | The Magnificent Ambersons   |
| 1942 | Seven Days' Leave          |                             |
| 1943 |                            | Bombardier                  |
| 1943 | Tuskólábú                  | The Fallen Sparrow          |
| 1943 | The Iron Major             |                             |

### Egyéb
| Év   | Magyar cím           | Eredeti cím                          | Megjegyzések                                  |
| ---- | -------------------- | ------------------------------------ | --------------------------------------------- |
| 1934 | Continental          | The Gay Divorcee                     | hangeffektek szerkesztője (nincs feltüntetve) |
| 1934 | Örök szolgaság       | Of Human Bondage                     | hangeffektek szerkesztője (nincs feltüntetve) |
| 1935 | Frakkban és klakkban | Top Hat                              | hangeffektek szerkesztője (nincs feltüntetve) |
| 1935 | A besúgó             | The Informer                         | hangeffektek szerkesztője (nincs feltüntetve) |
| 1939 | Tánc a Föld körül    | The Story of Vernon and Irene Castle | vágóasszisztens (nincs feltüntetve)           |
| 1944 |                      | Action in Arabia                     | akciórendező (nincs feltüntetve)              |
| 1996 | Lökött bagázs        | The Stupids                          | színész (Stanley szomszédja)                  |

## Díjak és jelölések

### Oscar-díj
| Év   | Jelölt mű        | Kategória       | Eredmény |
| ---- | ---------------- | --------------- | -------- |
| 1941 | Aranypolgár      | legjobb vágás   | Jelölve  |
| 1958 | Élni akarok!     | legjobb rendező | Jelölve  |
| 1961 | West Side Story  | legjobb rendező | Elnyerte |
| 1961 | West Side Story  | legjobb film    | Elnyerte |
| 1965 | A muzsika hangja | legjobb rendező | Elnyerte |
| 1965 | A muzsika hangja | legjobb film    | Elnyerte |
| 1966 | Homokkavicsok    | legjobb film    | Jelölve  |

### Golden Globe-díj
| Év   | Jelölt mű         | Kategória                         | Eredmény |
| ---- | ----------------- | --------------------------------- | -------- |
| 1958 | Élni akarok!      | legjobb rendező                   | Jelölve  |
| 1961 | West Side Story   | legjobb rendező                   | Jelölve  |
| 1961 | West Side Story   | legjobb filmmusical vagy vígjáték | Elnyerte |
| 1963 | A ház hideg szíve | legjobb rendező                   | Jelölve  |
| 1965 | A muzsika hangja  | legjobb rendező                   | Jelölve  |
| 1965 | A muzsika hangja  | legjobb filmmusical vagy vígjáték | Elnyerte |
| 1966 | Homokkavicsok     | legjobb rendező                   | Jelölve  |
| 1966 | Homokkavicsok     | legjobb filmmusical vagy vígjáték | Jelölve  |

| Év       | Cím                         | Oscar-díj | Oscar-díj | BAFTA-díj | BAFTA-díj | Golden Globe-díj | Golden Globe-díj |
| Év       | Cím                         | Jelölés   | Győzelem  | Jelölés   | Győzelem  | Jelölés          | Győzelem         |
| -------- | --------------------------- | --------- | --------- | --------- | --------- | ---------------- | ---------------- |
| 1949     | Az eladott mérkőzés         | 1         |           |           |           |                  |                  |
| 1951     | A nap, mikor megállt a Föld |           |           |           |           | 2                | 1                |
| 1951     | The House on Telegraph Hill | 1         |           |           |           |                  |                  |
| 1953     | Sivatagi patkányok          | 1         |           |           |           |                  |                  |
| 1953     | So Big                      |           |           |           |           | 1                | 1                |
| 1954     | Vezetői lakosztály          | 4         |           | 2         |           |                  |                  |
| 1956     | Valaki odafönt              | 3         | 2         |           |           |                  |                  |
| 1957     | Ez lehet az este            |           |           |           |           | 1                |                  |
| 1957     | Sziget a napon              |           |           |           |           | 1                | 1                |
| 1958     | Élni akarok!                | 6         | 1         | 1         |           | 3                | 2                |
| 1959     | Odds Against Tomorrow       |           |           |           |           | 1                |                  |
| 1961     | West Side Story             | 11        | 10        | 1         |           | 7                | 3                |
| 1962     | Ketten a hintán             | 2         |           |           |           |                  |                  |
| 1963     | A ház hideg szíve           |           |           |           |           | 1                |                  |
| 1965     | A muzsika hangja            | 10        | 5         | 1         |           | 4                | 2                |
| 1966     | Homokkavicsok               | 8         |           |           |           | 8                | 1                |
| 1968     | Sztár                       | 7         |           |           |           | 4                | 1                |
| 1971     | Az Androméda törzs          | 2         |           |           |           | 1                |                  |
| 1975     | Hindenburg                  | 5         | 2         |           |           |                  |                  |
| 1979     | Star Trek: Csillagösvény    | 3         |           |           |           | 1                |                  |
| Összesen | Összesen                    | 64        | 20        | 5         | 0         | 35               | 12               |

## Fordítás
- Ez a szócikk részben vagy egészben  a   Robert Wise című angol Wikipédia-szócikk ezen változatának fordításán alapul.  Az eredeti cikk szerkesztőit annak laptörténete sorolja fel. Ez a jelzés csupán a megfogalmazás eredetét és a szerzői jogokat jelzi, nem szolgál a cikkben szereplő információk forrásmegjelöléseként.